# Concrete Cowboy
Concrete Cowboy è un film del 2020 diretto da Ricky Staub.
La pellicola, con protagonisti Idris Elba e Caleb McLaughlin, è l'adattamento cinematografico del romanzo del 2011 Ghetto Cowboy scritto da Greg Neri.

## Trama
Durante le vacanze estive nella zona nord di Filadelfia, un adolescente si ritrova diviso tra il crimine e la vivace sottocultura da cowboy urbano del padre con cui aveva interrotto i rapporti.

## Produzione
Le riprese del film sono iniziate nell'agosto del 2019 a Filadelfia.

## Promozione
La prima clip promozionale del film è stata diffusa il 10 settembre 2020.

## Distribuzione
Il film è stato presentato al Toronto International Film Festival il 13 settembre 2020 e distribuito su Netflix dal 2 aprile 2021.

## Accoglienza

### Critica
Grazie al film, il regista Ricky Staub è stato inserito da Peter Debruge, critico di Variety, nella lista dei dieci registi più promettenti da tenere d'occhio per il futuro.